# Monte Merapi
Monte Merapi (in indonesiano Gunung Merapi) è un vulcano conico (stratovulcano) dell'isola di Giava in Indonesia. Il suo nome significa montagna di fuoco. È uno dei vulcani più attivi in Indonesia. Dal 1548 ha eruttato 68 volte. Si trova molto vicino alla città di Yogyakarta.

## Eruzioni
Le continue eruzioni dal 1992 al 2002 hanno causato molti morti soprattutto nel 1994 (43). Nel 2006 c'è stata un'eruzione che ha causato due decessi. L'ultima eruzione, una delle più forti negli ultimi secoli, risale all'ottobre-novembre 2010 ed ha causato 353 morti, soprattutto in seguito a flussi piroclastici.
Il vulcano viene considerato dall'IAVCEI (International Association of Volcanology and Chemistry of the Earth's Interior) degno di particolari studi, alla luce della sua storia di grandi e distruttive esplosioni in zone molto popolose.
Il Merapi è il vulcano al mondo che ha generato il maggior numero di nubi ardenti in tempi storici; è considerato un "Decade Volcano", uno tra i 16 meno raccomandabili al mondo e il più attivo dell'Indonesia. Inoltre è un vulcano situato in una delle più popolate zone del mondo.
Questo vulcano è caratterizzato da cicli di eruzioni che durano da uno a cinque anni, classificate come eruzioni pliniane e subpliniane.
Il Merapi presenta sulla sommità un duomo craterico attivo ed instabile che spesso collassa parzialmente, generando flussi piroclastici dotati di velocità superiori a 100 km/h. Tali flussi scorrono lungo le pendici e generalmente si incanalano nelle valli, colmando le depressioni. 
Il 26 settembre 2012 è rientrato in attività, con una forte eruzione pliniana.
L'11 maggio 2018 ha eruttato improvvisamente scagliando in atmosfera una colonna di ceneri e gas alta 5,5 km.